# Garbai Sándor

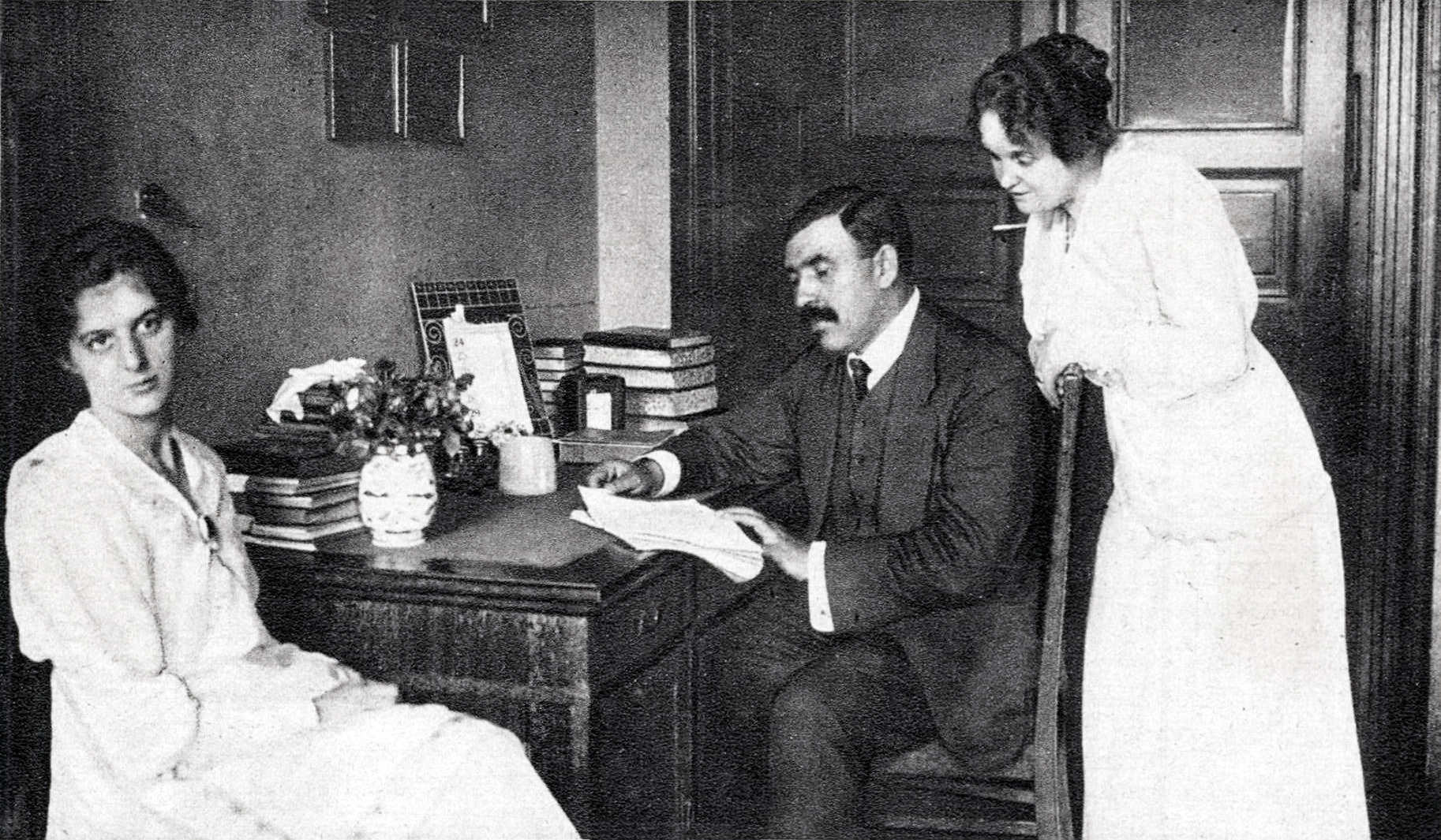
Garbai Sándor és családja 1917-ben

Garbai Sándor (Kiskunhalas, 1879. március 27. – Párizs, 1947. november 7.) szociáldemokrata politikus, a Magyarországi Tanácsköztársaság idején a Forradalmi Kormányzótanács elnöke, a Peidl-kormány közoktatásügyi minisztere volt.

## Életútja
Kiskunhalasi református családban nőtt fel, édesapja Garbai Gábor, édesanyja Vili Julianna volt. A kőművessegédként, napszámosként dolgozott, már nagyon fiatalon. Már szülővárosában megismerkedett a munkásmozgalommal. A jobb élet reményében 15 évesen ment dolgozni Budapestre, ahol hamar jó viszonyba került a baloldali szervezetekkel. Mivel jó szónok volt, az egyik szószólója, vezetője lett a fővárosi szociáldemokrata gyűléseknek. 1905. március 5-én Budapesten, a Józsefvárosban vette nőül Pötördi Zsófia pátyi születésű, református vallású munkásnőt, Pötördi Mihály és Márton Julianna leányát.

### A munkásmozgalomban
Eredeti foglalkozása kőműves. 1901 – 1919 között az MSZDP vezetőségi tagja, 1903-tól a Magyar Építőmunkások Országos Szövetségének (MÉMOSZ) elnöke, 1903-tól 1919-ig a Munkásbiztosító Intézet elnöke, 1907-től az Országos Munkásbiztosító Pénztár alelnöke, 1910-től elnöke. 1907-től ő szerkesztette az Építőmunkás című szaklapot. 1908-tól a Munkásbiztosító Pénztár elnöke, 1918 – 1919 között az Országos Lakásügyi Tanács elnöke.

### ATanácsköztársaságalatt
Helyeselte a Szociáldemokrata Párt és a Kommunista Párt egyesülését.
1919. március 21-étől augusztus 1-jéig a Forradalmi Kormányzótanács elnöke volt. A Tanácsköztársaság legmagasabb tisztségét viselte, annak de jure vezetője volt, mint egy személyben államfő és miniszterelnök, de facto vezetője azonban Kun Béla külügyi népbiztos volt.

### Emigrációban
1919. augusztus 1-jétől augusztus 6-áig közoktatásügyi miniszter a Peidl-kormányban. Majd ebben a hónapban román fogságba esett. A kiadatástól tartva 1920-ban Kolozsvárról szökött meg, és álnéven menekült Csehszlovákiába. Innentől emigrációba kényszerült, először Pozsonyban majd Bécsben élt. Az emigráció centrista irányzatának egyik vezetője volt. A bolsevik-kommunista eszmékkel szembefordult, és "visszatért" a szociáldemokráciához.
Bécsben családjával vendéglőt nyitott. Itt vendégül látott egykori kommunista és más baloldali vezetőket. Vendéglője rövidesen csődbe jutott, mivel működtetéséhez hiányzott a kellő szakértelem és szorgalom. Hatalmas volt az anyagi vesztesége és ettől kezdve nyomorúságosan kellett élnie családjával.
Ausztria fokozatos jobbratolódása miatt 1934-től Pozsonyban, majd 1938-tól francia földön élt. Párizsban némileg rendeződött anyagi helyzete. Franciaország német megszállása idején nem vett részt az ellenállási mozgalomban, bár próbálták beszervezni, s a megszállók sem háborgatták.
Miután a németeket kiűzték Magyarországról, Garbai szeretett volna hazatérni, de ezt a hazai szociáldemokraták sem támogatták. 1947-ben halt meg.

## Művei
- Garbai Sándor–Weltner Jakab: A nemzeti uralom vívmányai. Népbutítás. A sajtószabadság letiprása. A fogyasztási adók felemelése; Világosság Ny., Bp., 1906
- Építőmunkások zsebkönyve (összeállító, Budapest, 1907-1911)
- A választójogi törvények : az 1918. évi I., 1919. évi XXV. és XXVI. néptörvények és a velük összefüggő törvények szövege, magyarázatokkal... (Garbai Sándor előszavával) (1919)
- Új utakon a hatalomért; Munkásakadémia, Bratislava, 1935
- Garbai Sándor a Tanácsköztársaságról és a zsidóságról. Válogatás a Forradalmi Kormányzótanács elnökének visszaemlékezéseiből; szerk. Végső István; Clio Intézet, Bp., 2021 (Clio kötetek)